# Casimir IV de Poméranie
Pour les articles homonymes, voir Casimir IV.
Casimir IV de Poméranie (en polonais Kazimierz IV), connu aussi sous le nom de Kazko de Slupsk (en polonais Kaźko Słupski), est né en 1351 et est décédé le 2 janvier 1377 à Bydgoszcz. Il est duc de Poméranie (duché de Słupsk) de 1374 à 1377.

## Famille
Casimir IV est le fils ainé de Boguslaw V de Poméranie et d’Élisabeth de Pologne, la fille de Casimir III le Grand. Il est le demi-frère de Warcislaw VII, de Boguslaw VIII et de Barnim V de Poméranie.

## Règne
Après le décès de sa mère en 1361, Casimir IV est élevé à Cracovie, à la cour du roi de Pologne. En 1368, il est adopté par Casimir III le Grand qui veut sans doute en faire son successeur sur le trône de Pologne, malgré un accord de succession qui avait été conclu avec Louis Ier de Hongrie en 1355. En 1370, malgré le soutien de la noblesse de Grande-Pologne, il doit renoncer à la couronne de Pologne au profit de Louis de Hongrie. Casimir IV se déclare vassal du nouveau roi et du royaume de Pologne en échange des régions de Dobrzyń, Bydgoszcz, Kruszwica, Wałcz et Złotów qui deviennent ses fiefs. En 1376, Casimir IV, qui s’était porté en renfort de troupes polonaises assiégeant Ladislas le Blanc à Złotoria, près de Toruń, est gravement blessé. Il décède quelques jours plus tard. Il est inhumé dans le monastère cistercien de Byszewo.  
Casimir IV s’est marié deux fois. En 1360, il a épousé Joanne (Kenna) († 28 avril 1368), la fille du duc lituanien Olgierd. En 1369, il a épousé Marguerite, la fille de Siemovit III de Mazovie. Casimir IV était soupçonné d’avoir tué sa première femme. Pour expier sa faute, il s’est fait castrer quelques années avant sa mort.